# Eimear Lambe
Eimear Lambe (n. 11 august 1997, Cabra⁠(d), Leinster⁠(d), Irlanda) este o canotoare ce a reprezentat Irlanda, medaliată olimpică. A participat la o ediție a Jocurilor Olimpice (2020) în care a câștigat o medalie de bronz.